# Sport urbain

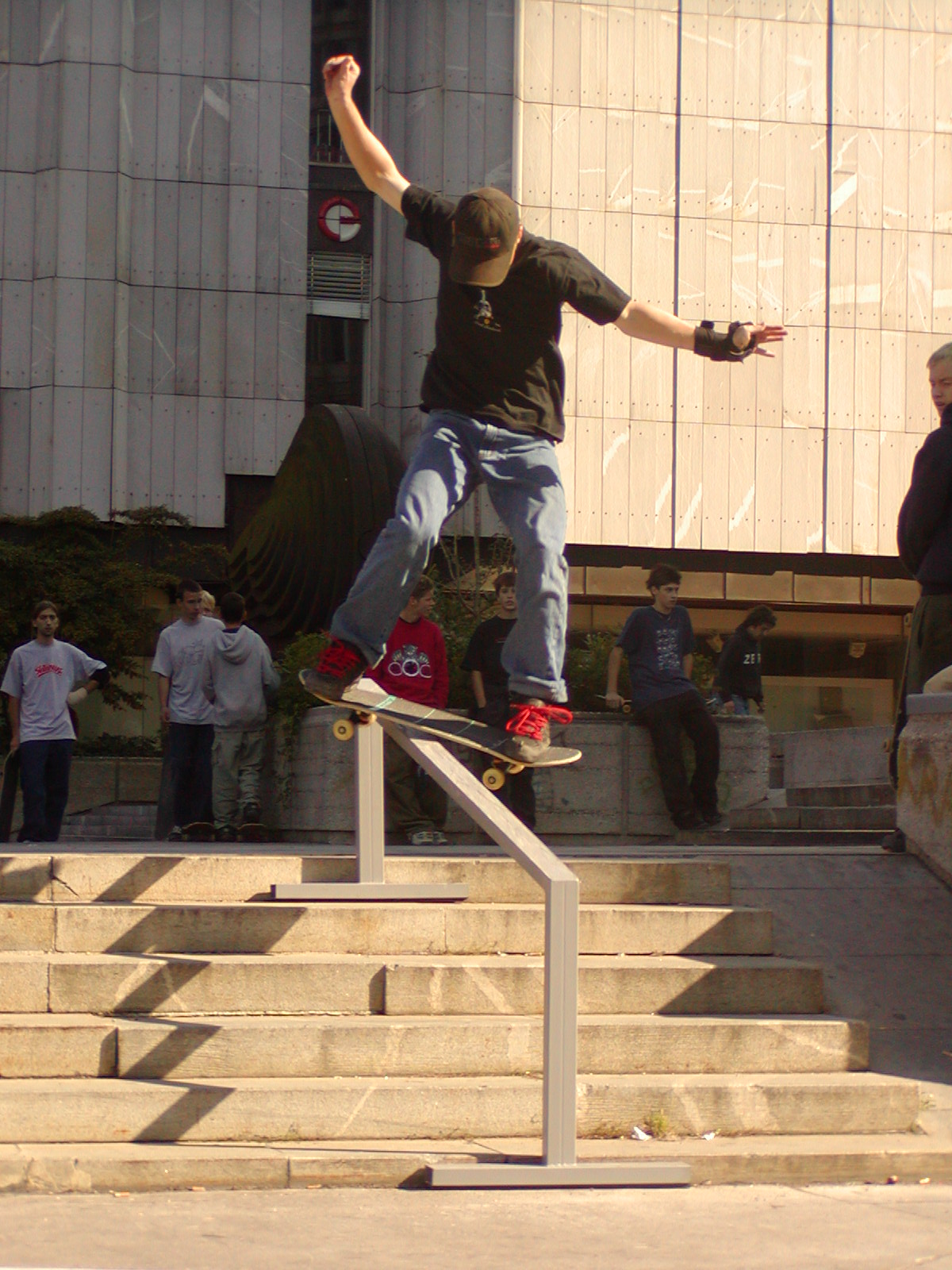
Pratique du skateboard sur le mobilier urbain.

Un sport urbain ou sport de rue est un sport de plein air caractérisé spécifiquement par sa pratique dans l'environnement de la ville. La définition de cette catégorie de sports varie selon les époques et les auteurs.

## Définitions
Le « sport de rue » désignait à l'origine la pratique de sports traditionnels, avec la rue (ou des places publiques) comme terrain improvisé de jeu, au lieu des terrains de sport dédiés. A l'exemple, les pratiques par des enfants ou adultes durant les années 1950 de football dans la rue, de courses cyclistes dans les rues. Ce sport de rue se définit alors comme une pratique sportive informelle, librement organisée ou « auto-organisée », c'est-à-dire organisée hors du cadre des institutions (clubs sportifs, pouvoirs publics).
À partir des années 1970, le sport de rue est défini par certains auteurs selon des distinctions socio-anthropologiques variées, et plus seulement d'après les disciplines sportives reconnues. Des loisirs et activités de rue qui n'étaient pas considérées auparavant comme de véritables sports, deviennent un modèle distinct de pratique, avec des valeurs propres (liberté, spectacle...) et l'affirmation d'une dimension sportive à l'exemple du basket de rue, du skateboard, du roller, du parkour (ou Art du déplacement ; ADD). En plus d'élargir la définition du sport (auparavant restreinte au sport fédératif, scolaire, etc), ces nouvelles pratiques participent aussi à une appropriation de l'espace public (la rue) doublée d'une revendication politique.

## Sport de rue hors club

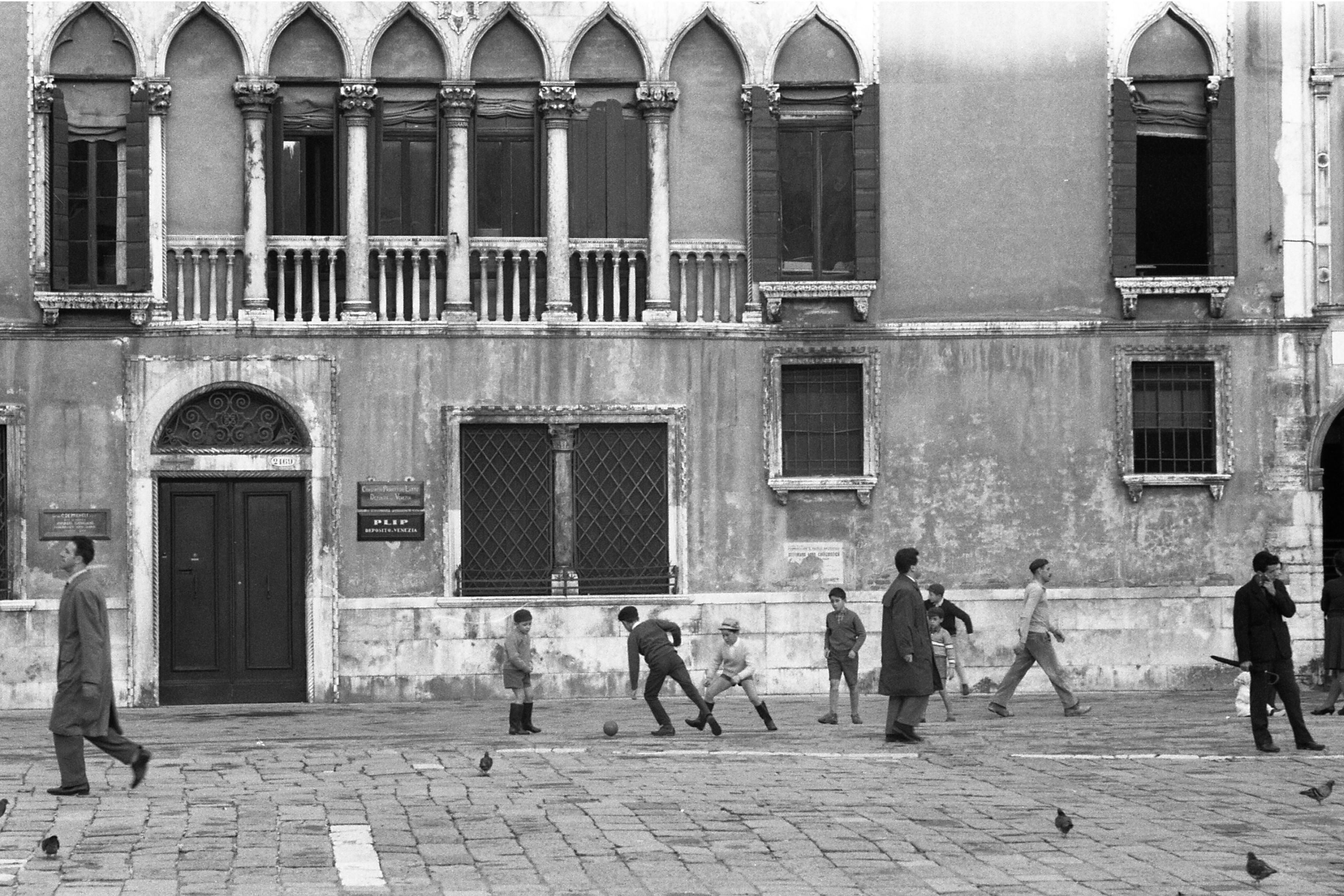
Football de rue à Venise en 1960.

Le sport de rue a des règles plus malléables que son équivalent en club. Par exemple, le football de rue se démarque du football classique par la négociation de l'arbitrage, du temps de début et de fin de la partie, et du nombre de joueurs. Ainsi, le foot de rue peut avoir une équipe plus grande que l'autre ou faire changer un joueur de camp en milieu de partie pour équilibrer les niveaux, son intérêt principal étant de garder deux équipes équilibrées pour conserver une incertitude sur l'issue du match. Les joueurs les plus forts restent sur le terrain jusqu'à être détrônés tandis que les plus faibles ne pourront jouer que très peu de temps. Les actions individuelles spectaculaires sont plus valorisées que le score final.
Il existe un aspect compétitif au sport de rue, notamment en streetball où les pratiquants jouent près de chez eux mais se déplacent parfois vers des terrains prestigieux de centre-ville.
Cette pratique flexible permet aux jeunes adultes de remplir leurs obligations quotidiennes et de descendre dans la rue jouer quand ils en ont le temps ; elle est aussi un outil d'intégration dans un milieu professionnel. Elle répond aussi à de nombreux freins que rencontrent les jeunes de quartiers marginalisés à s'inscrire à la pratique au sein d'un club sportif.

## Sport urbain

### En France
Le 16 décembre 2009 sont organisés à Paris, au stade Pierre de Coubertin, les premiers « États généraux des sports urbains » (débats et démonstrations), pour répondre à une forte demande des acteurs des pratiques émergentes : reconnaissance institutionnelle des disciplines émergentes, développement des disciplines, conformités aux lois d'encadrement sportif (sécurité, formation). Parmi les sports en démonstration : parkour, skate, roller acrobatique, BMX street, double dutch, foot de rue, football freestyle, golf urbain, tennis-ballon, bike polo, basket de rue.